# أبو حاتم الرازي (فيلسوف)
أبو حاتم الرازي هو أبو حاتم أحمد بن حمدان بن أحمد الورسامي أو أبو حاتم أحمد بن حمدان بن أحمد الورسامي الليثي فيلسوف ومُتكلم إسماعيلي، توفي سنة 322هـ وإليه يُنسب «كتاب الزينة» وكتاب آخر بعنوان «الجامع» فيه فقه وغير ذلك أما كتاب «أعلام النبوة» الذي ينسبه إليه بعض المتأخرين فالظاهر أنه عن خلط بين أبو بكر الرازي وأبو حاتم الرازي لأن أعلام النبوة الذي نشر المستشرق باول كرواس جزءا منه ضمن كتاب «رسائل الرازي الفلسفية» (عام 1939) هو للرازي الطبيب وليس صاحبنا. ويكنى أبو حاتم الرازي عند الكثير من المؤلفين بـ أبي حاتم اللغوي.

كتاب الزينة لأبي حاتم الرازي

## حياته وموطنه
لا يمكن الجزم برأي ما عن موطنه الأصلي أو عن أحوال حياته أو موته. ذكر هنري كوربين أن أبا حاتم الرازي كان ذو ميول قومية فارسية. لكن ما أورده الرازي بنفسه في كتاب الزينة - فصل: فضل اللغة العربية، قد يعبّر عن رأي آخر: 
| أبو حاتم الرازي (فيلسوف) | وقلنا: إنّ أفضل اللغات الأربع لغة العرب. وهي أفصح اللغات وأكملها، وأتمها وأعذبها وأبينها. ولم يحرص الناس على تعلّم شيء من اللغات في دهر من الدهور، ولا في وقت من الأوقات، كحرصهم على تعلّم لغة العرب. ولا رغبوا في شيء من القرون والأزمنة رغبة هذه الأمة في لسان العرب من بين الألسنة، وحتى إنّ جميع الأمم فيها راغبون، وعليها مُقبلون، ولها بالفضل مُقرّون، وبفصاحتها معترفون، وحتى نقلوا الكتب المنزّلة مثل التوراة والإنجيل والزبور وسائر كتب الأنبياء من السريانية والعبرانية إلى العربيى، ونقلوا ما قالته حكماء العجم من الفارسية إلى العربية، وسائر ذلك من كتب الفلسفة والطبّ والنجوم والهندسة والحساب من اليونانية أو الهندية إلى العربية، وحرصت كلّ أمة على تعلّم العربية ليترجموا ما في أيديهم بها. ولم يرغب أهل القرآن والكتاب العربي في نقله إلى شيء من اللغات، ولا قدر أحد من الأمم أن يترجمه بشيء من الألسنة. ولو قدروا عليه لفَشَا ذلك فيهم، وجرت الألسنة به عندهم، ولكن تَعَذّر ذلك عليهم لكمال لغة العرب ونقصان سائر الغات. فإن قال قائل: لم يفعلوا ذلك زهدا فيه رغبة عنه، أكْذَبَه العيان، وأوْهَنَ حجتَه ما جُبل عليه أشراف الناس وذوو الأخطار والهمم منهم، من المحبة لمعرفة الأشياء والعلم بها، ولِنزاع نفوس ذوي الإقدام والرفعة إلى الوقوف على جميع الآداب . | أبو حاتم الرازي (فيلسوف) |

## فلسفته
ذكر الحافظ ابن حجر (المتوفى: 852هـ) في كتابه لسان الميزان أن أبا الحسن بن بابويه في كتابه تاريخ الري - المفقود - قال عن أبو حاتم الرازي: 
| أبو حاتم الرازي (فيلسوف) | كان من أهل الفضل والأدب والمعرفة باللغة. سمع الحديث كثيرا وله تصانيف، ثم أظهر القول بالإلحاد وصار من دعاة الإسماعيلية، وأضل جماعة من الأكابر، ومات في سنة اثنتين وعشرين وثلاث مائة. | أبو حاتم الرازي (فيلسوف) |

إن قوله له تصانيف يشير إلى تأليف أبو حاتم الرازي لكتب أخرى غير الزينة والجامع، لكن بما أن الزينة هو التصنيف الوحيد الذي وصلنا فإن دراسة هذا الكتاب هو السبيل الوحيد في الوقت الراهن للوصول إلى طبيعة فلسفته أهي تحليل وقراءة لفلسفة أجنبية أم قراءة نقدية. إن لقبه الوصفي «اللغوي» في الكتابات الإسلامية تأكيد على ما وصفه به بن بابويه أنه من أهل المعرفة باللغة. يحاول محققوا كتاب الزينة والذين قدموه الوقوف على كنه التفكير اللساني للرازي واستخراج الجوانب الفلسفية منه، كما أن في الكتاب إشارات إلى مسائل كلامية قد تدعم حقيقة إلحاده المذكور والمتمثل في تبنيه للفكر الإسماعيلي فيما يتعلق بقضايا الكلام.

## كتاب الزينة
كتاب الزينة في الكلمات الإسلامية العربية عارضه بأصوله وعلّق عليه حسين بن فيض الله الهمداني اليعبرى سنة 1956م كما حقّقه الدكتور عبد الله سلوم السامرائي بنفس العنوان، ويشار إليه غالبا باسم كتاب الزينة.